# ルイ・ロルティ
ルイ・ロルティ（Louis Lortie, 1959年4月27日 - ）はフランス系カナダ人のピアニスト。1997年からはベルリン在住。

## 経歴
1959年、カナダ・モントリオールで生まれた。アルフレッド・コルトーの弟子であるイヴォンヌ・ユベールに師事し、ウィーンではディーター・ヴェーバー、のちアルトゥール・シュナーベルの弟子であるレオン・フライシャーに師事した。13歳でモントリオール交響楽団と共演してデビューし、3年後にはトロント交響楽団と共演し、中国と日本でも演奏した。
1984年度のブゾーニ国際ピアノコンクールで第1位を獲得し、同年、リーズ国際ピアノコンクールでも第4位を獲得。1992年にはカナダ勲章オフィサーを、94年にはケベック国家勲章シュヴァリエを授与され、ラヴァル大学から名誉博士号を授与された。
教育者としては、イタリアのイモラ国際ピアノアカデミーで教鞭を執っている。2016年からはエリザベート王妃音楽協会でマスター・イン・レジデンスを務める。

## 受賞・栄典
- 1984年度：ブゾーニ国際ピアノコンクール第1位。
- 1984年：リーズ国際ピアノコンクール第4位。
- 1992年：カナダ勲章オフィサーを受章。
- 1994年：ケベック国家勲章シュヴァリエを受章。

## 録音
シャンドスレーベルから30以上の録音を発表している。レパートリーはモーツァルトからガーシュウィン、ストラヴィンスキーまで多岐にわたっているが、特にショパンに関しては練習曲全曲（1986年）や前奏曲（1998年）に加え、2010年からの4度にわたる選集CDを発表し、ベートーヴェンでは1991年から2010年にかけてピアノソナタ全集を完結させた。また、1988年、89年にラヴェルのピアノ独奏曲全曲を録音しており、ショパン、ベートーヴェン、ラヴェル弾きとして評価されている。近年もリストの「巡礼の年」全曲（2011年）やオペラ編曲集（2013年）、フォーレのピアノ曲集（2016年）のような古典的な曲から、ルトスワフスキ（2012年）のような現代曲まで録音している。デュオでは、エレーヌ・メルシエ（fr:Hélène Mercier）との共演が多く、モーツァルト、シューベルト、ラヴェル、プーランク、ラフマニノフ、サン・サーンスのCDをシャンドスから発表した。